# Eliane Dujardin
Eliane Dujardin, née le 22 septembre 1977 à Eupen est une femme politique belge germanophone, membre du Christlich Soziale Partei.
Elle est assistante sociale. Elle fut coordinatrice de la Familienhilfe Eupen (1999-2003). Elle est depuis 2003 conseillère en endettement d'un centre de protection des consommateurs à Eupen.

## Fonctions politiques
- 2004-2009 : membre du parlement germanophone.